# Sjeverna Bugarska
Sjeverna Bugarska (bug. Северна България, Severna Balgariya) je sjeverne polovica teritorija Bugarske, koji se nalazi sjeverno od glavnog grebena planine Balkan koje dijeli zemlju na dva dijela. Osim planine Balkan, granice sjeverne Bugarske su rijeka Timok i Srbija na zapadu, Dunav i Rumunjska na sjeveru, te obale Crnoga mora na istoku.
Zemljopisno, teren je relativno jedinstven - dominira brdovita podunavska ravnica s nekoliko niskih visoravni na istoku. Tri najveća grada su Varna, Ruse i Pleven.
Administrativno, Sjeverna Bugarska obuhvaća 14 oblasti.
Povijesno, Sjeverna Bugarska pokriva povijesne regije Meziju i Dobrudžu (Južna Dobrudža).